# Monzambano
Pour les articles homonymes, voir Monzambano (homonymie).
Monzambano est une commune italienne de la province de Mantoue dans la région Lombardie en Italie.

## Géographie
Le territoire de la commune de Monzambano est inclus, depuis 1984, dans le Parc naturel régional du Mincio.

## Histoire
Le nom de Monzambano acquit une notoriété universelle dès la fin du XVIIe siècle lorsque parut l'ouvrage du philosophe allemand Samuel von Pufendorf sur l'état de l'Empire d'Allemagne (Severini de Monzambano Veronensis, De statu imperii germanici, Genève [La Haye] 1672.

## Administration
| Période                                  | Période | Identité | Étiquette | Qualité |
| ---------------------------------------- | ------- | -------- | --------- | ------- |
|                                          |         |          |           |         |
| Les données manquantes sont à compléter. |         |          |           |         |

### Hameaux
Castellaro Lagusello, Pille, Olfino

### Communes limitrophes
Cavriana, Ponti sul Mincio, Pozzolengo, Valeggio sul Mincio, Volta Mantovana